# Cuando acecha la maldad
Cuando acecha la maldad és una pel·lícula de terror argentina del 2023 escrita i dirigida per Demián Rugna, i protagonitzada per Ezequiel Rodríguez, Demián Salomon, Luis Ziemrowski, Silvina Sabater i Marcelo Michinaux.
Es va estrenar al Festival Internacional de Cinema de Toronto el 13 de setembre de 2023 a la secció Midnight Madness, i va ser estrenada als cinemes per IFC Films el 6 d'octubre Poc després, va guanyar el Premi a la millor pel·lícula al LVI Festival Internacional de Cinema Fantàstic de Catalunya.

## Argument
L'endemà de sentir trets al bosc, els germans Pedro i Jaime descobreixen la meitat del cos d'un home que els duu a una barraca propera, on s'amaga una dona amb els seus dos fills. El fill gran, Uriel, s'ha convertit en ésser posseït per un dimoni no nascut que espera el naixement físic. L'home mort al bosc és un netejador al qual la mare va avisar un any abans, algú que se suposa que hauria de matar Uriel i avortar el dimoni abans que posseeixi els altres.

## Producció
El 2021, el guió de Cuando acecha la maldad va guanyar el Runner Up Prize al Sitges Pitchbox, un esdeveniment internacional organitzat per Filmarket Hub i el Festival Internacional de Cinema Fantàstic de Catalunya. El rodatge va tenir lloc l'any 2022.
Durant la postproducció, es va dur a terme una primera projecció de la pel·lícula a Ventana Sur al barri de Puerto Madero, a Buenos Aires, on va guanyar el Blood Window Screenings Award.